# 8620 Lowkevrudolph
8620 Lowkevrudolph este o planetă minoră (asteroid), cu un diametru de 10,126 km, din centura de asteroizi. A fost descoperită pe 2 martie 1981 la Observatorul Siding Spring de Schelte J. Bus. 
Obiectul prezintă o orbită caracterizată de o semiaxă mare de 3,1691188 UAi, o excentricitate de 0,12, o înclinație de 6,75763 ° în raport cu ecliptica.